# Lac Eridania
Le lac Eridania serait un ancien lac de la planète Mars situé au cœur de Terra Cimmeria en amont de Ma'adim Vallis, dans les quadrangles d'Aeolis, de Memnonia, de Phaethontis et d'Eridania.

## Géographie et géologie
D'une superficie de quelque 1,1 million de kilomètres carrés, ce lac se serait étendu à l'ouest du cratère Kepler et d'Eridania Scopulus jusqu'au cratère Newton et au cratère Copernicus en passant par Ariadnes Colles, Atlantis Chaos, Gorgonum Chaos. Son existence a été supposée par les astronomes de la NASA au vu de la topographie particulière de cette région de hautes terres noachiennes, présentant notamment des structures interprétées par certains comme d'anciens rivages. En s'asséchant au début de l'Hespérien, le lac se serait fragmenté en un ensemble de lacs plus petits.
La formation de Ma'adim Vallis serait précisément due à des écoulements très puissants issus de ce lac.